# 安蘇谷正彦
安蘇谷 正彦（あそや まさひこ、1940年11月30日 - 2025年2月7日）は、日本の神道学者。國學院大學元学長。栃木県佐野市出身。

## 略歴
栃木県佐野市田沼町（生誕時は単独町制）にある一瓶塚稲荷神社の宮司の家系に生まれ、國學院大學文学部神道学科に進学。同大学大学院の修士課程修了後にフルブライト・プログラムにより渡米し、米国でも修士号を取得。帰国後には國學院大學に戻って博士課程に進み、満期退学後はそのまま専任講師から教授へと進んだ。この間、1990年（平成2年）には学位論文『神道の生死観 : 神道思想と「死」』により同大学より文学博士号を授与されている。
2002年（平成14年）、同大学が文学部神道学科を改組し全国初の「神道文化学部」を設置した際には、安蘇谷が初代学部長として選任された。その2年後、2004年（平成16年）には同大学の学長に選任され、7年間務めた後の2011年（平成23年）に退任し、同大学の名誉教授となった。退任後は実家の一瓶塚稲荷神社に戻り、宮司を務めていたが、その後に息子で歯科医の安蘇谷幸治に同職を譲っている。2018年（平成30年）には秋の叙勲で瑞宝中綬章を受章している。
2025年（令和7年）2月7日に死去（帰幽）。一瓶塚稲荷神社は同神社で最も大きな祭礼の一つである初午祭を3月8日から3月9日までに控えていたことから、安蘇谷の死去は祭礼終了後の3月11日に同神社がThreadsに持つアカウントからの投稿で公表された。
下記の著作目録や学位論文のとおり、日本伝統の神道、特にその死生観についての研究を進めた。
- 1963年3月　國學院大學文学部神道学科卒業
- 1965年3月　國學院大學大学院文学研究科神道学専攻修士課程修了
- 1968年6月　クレアモント大学（アメリカ・カリフォルニア州）大学院修士課程修了
- 1970年3月　國學院大學大学院文学研究科博士課程単位取得満期退学
- 1976年4月　國學院大學文学部専任講師
- 1978年4月　國學院大學文学部助教授
- 1987年4月　國學院大學文学部教授
- 1990年10月　國學院大學より文学博士の学位を取得[2]
- 2002年4月　國學院大學神道文化学部教授、同神道文化学部長
- 2004年4月　國學院大學学長
- 2011年3月　國學院大學退職
- 2011年4月　國學院大學名誉教授
- 2018年11月 瑞宝中綬章受章[1]

## 著書

### 単著
- 『神道思想の形成』　ぺりかん社、1985年6月
- 『神道の生死観　神道思想と「死」の問題』　ぺりかん社、1989年6月
- 『天皇の祭りと政教分離』　展転社、1990年10月
- 『日本の伝統と宗教』　ぺりかん社、1992年4月
- 『神道とはなにか』　ぺりかん社、1994年4月
- 『現代社会と神道　神道神学試論』　ぺりかん社、1996年6月
- 『現代の諸問題と神道』　ぺりかん社、2001年8月
- 『こんなに身近な日本の神々』　毎日新聞社、2004年10月

### 編著
- 『神葬祭資料集成』　ぺりかん社、1995年3月